# Portia Modise
Portia Modise (née le 20 juin 1983) est une footballeuse sud-africaine, nommée meilleure joueuse du Championnat d'Afrique de football féminin 2006.

## Biographie
Modise est née à Soweto et commence le football de compétition avec les Soweto Ladies en 1996. Elle a deux frères. Elle fait des essais avec Arsenal LFC en 2003.
En 2005, Modise est l'une des deux Africaines, avec Perpetua Nkwocha, à être nommée au titre de joueuse mondiale de l'année de la FIFA, remporté par l'Allemande Birgit Prinz.
Lors du Championnat d'Afrique de football féminin 2006, elle marque un but pour la sélection nationale sud-africaine lors du match pour la troisième place contre le Cameroun, et est élue meilleure joueuse du tournoi. Elle fait partie du top 3 pour le prix de la footballeuse de l'année de la CAF en 2006, et est sélectionnée en équipe des All-Stars dans un match précédant le tirage au sort de la Coupe du monde de football féminin 2007,.
Elle évolue aussi sous les couleurs du Fortuna Hjørring, des Orlando Pirates, du Jomo Cosmos FC et des Palace Super Falcons.